# Austin J. Tobin
Austin Joseph Tobin (Brooklyn (New York), 25 mei 1903 – Manhattan (New York), 8 februari 1978) was een Amerikaans zakenman en rechtsgeleerde. Tobin was algemeen directeur van het havenbedrijf Port Authority of New York and New Jersey en de drijvende kracht achter de voltooiing van het oorspronkelijke World Trade Center.
Tobin was van Ierse oorsprong.

## Biografie
Tobin behaalde een Master of Laws in de rechten aan Fordham University en werkte vanaf 1927 bij het New Yorkse havenbedrijf Port Authority of New York and New Jersey (PANYNJ) als juridisch medewerker, waarna hij doorgroeide en in 1942 directeur werd. Tobin maakte van de Port Authority een machtig overheidsbedrijf. Voor hij er aan de slag ging telde het bedrijf 300 werknemers. Toen hij afscheid nam als directeur in 1972 telde PANYNJ reeds 8.000 werknemers en werd voor $ 2,6 miljard geïnvesteerd in bruggen, luchthavens, scheepsterminals en andere faciliteiten, waaronder supervisie van het World Trade Center-project, de Lincoln Tunnel en de Port Authority Bus Terminal.
Tobin was welwillend en veranderde het imago van het havenbedrijf in een doorgaans conservatieve, door banken gedomineerde en op geld georiënteerde organisatie die erop was gericht haar winstgevende activiteiten te verdedigen tegen de publieke eisen zoals de hervorming van het massatransport. Tobin verliet het havenbedrijf in 1972 op 68-jarige leeftijd "om de uitvoerende verantwoordelijkheid aan anderen door te geven".
Voorts was hij zelf het centrale doelwit geworden van de meeste kritiek gericht tegen het bedrijf. Tobin ontving een Richard A. Cook Gold Medal Award uitgereikt door The Hundred Year Association of New York voor zijn bijdragen aan de structurele optimalisatie en bouwkundige ontwikkeling van de stad.

### Austin J. Tobin Plaza

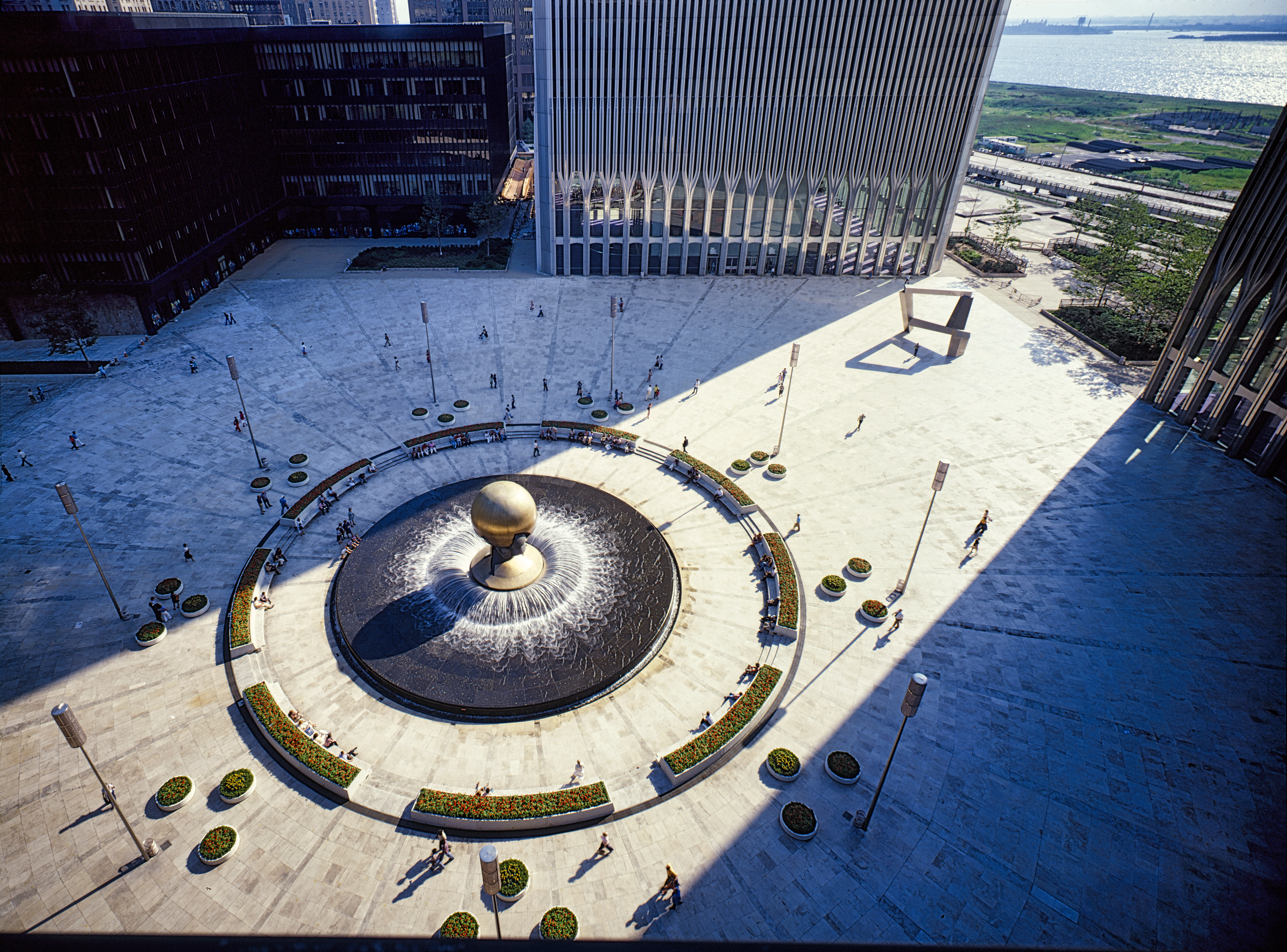
Austin J. Tobin Plaza eind jaren zeventig

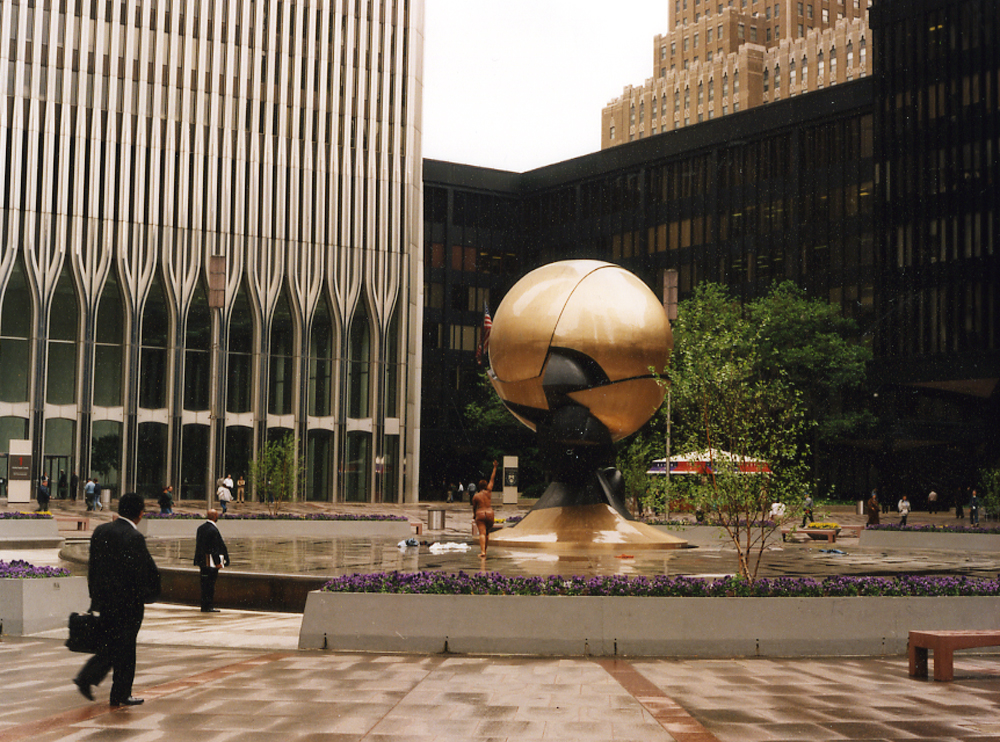
Kugelkaryatide. De goudkleurige bol, ook genaamd The Sphere, door Fritz Koenig

Austin J. Tobin staat er vooral om bekend dat hij mee zijn schouders heeft gezet onder de bouw van het originele World Trade Center, met de Twin Towers verwoest tijdens de aanslagen van 11 september 2001. Tobin en de Port Authority hielden toezicht over de ontwikkeling van het project. Hoewel uiteindelijk voltooid, had de bouw van het complex behoorlijk wat voeten in de aarde. Na vele stakingen was het gebouwencomplex in april 1973 klaar voor gebruik. Tobin was bij de opening reeds vervangen als directeur.
Na zijn overlijden in 1978 besloot men het World Trade Center Plaza aan Church Street, aan de voet van het complex, om te dopen in Austin J. Tobin Plaza. Het middelpunt van het plein was Sphere at Plaza Fountain, beter bekend als The Sphere, een sculptuur ontworpen door Fritz Koenig. Rondom het kunstwerk werden fonteinen aangebracht. Ook het reflecterende Ideogram, een sculptuur door James Rosati, werd druk bezocht. Het plein omvatte verder 33 bankjes en het kunstwerk Cloud Fortress. Het plein werd vernietigd, maar Sphere at Plaza Fountain werd in zwaar beschadigde toestand aangetroffen en hersteld als monument. Op de plaats van het voormalige plein bevindt zich National September 11 Memorial & Museum.